# Rio Mau (Penafiel)
Rio Mau es una freguesia portuguesa del concelho de Penafiel, con 5,64 km² de superficie y 1.485 habitantes (2001). Su densidad de población es de 263,3 hab/km².